# Giro di Slovenia 2015
Il Giro di Slovenia 2015, ventiduesima edizione della corsa e valido come evento UCI Europe Tour 2015 categoria 2.1, si svolse in 4 tappe dal 18 al 21 giugno 2015 su un percorso di 534,8 km con partenza da Lubiana ed arrivo a Novo Mesto, in Slovenia. La vittoria fu appannaggio dello sloveno Primož Roglič, il quale completò il percorso in 13h42'16", alla media di 39,024 km/h, precedendo lo spagnolo Mikel Nieve e l'altro sloveno Jure Golčer.
Accreditati alla partenza 128 ciclisti, dei quali 113 completarono la gara.

## Squadre e ciclisti partecipanti
| N.    | Cod. | Squadra                      |
| ----- | ---- | ---------------------------- |
| 1-7   | KAT  | Team Katusha                 |
| 11-16 | SKY  | Team Sky                     |
| 21-28 | LAM  | Lampre-Merida                |
| 31-38 | UHC  | UnitedHealthcare Pro Cycling |
| 41-48 | AND  | Androni Giocattoli-Sidermec  |
| 51-58 | NIP  | Nippo-Vini Fantini           |
| 61-68 | BAR  | Bardiani-CSF                 |
| 71-78 | RVL  | RusVelo                      |
| 81-88 | COL  | Colombia                     |

| N.      | Cod. | Squadra                     |
| ------- | ---- | --------------------------- |
| 91-98   | STH  | Southeast Pro Cycling Team  |
| 101-108 | TSV  | Topsport Vlaanderen-Baloise |
| 111-118 | RAR  | Radenska Ljubljana          |
| 121-126 | MKT  | Meridiana-Kamen Team        |
| 131-138 | MKT  | Selezione slovena           |
| 141-145 | RWS  | Felbermayr-Simplon Wels     |
| 151-158 | AZT  | D'Amico-Bottecchia          |
| 161-168 | ADR  | Adria Mobil                 |

## Tappe
| Tappa  | Data      | Percorso                              | km    | Vincitore di tappa | Leader cl. generale |
| ------ | --------- | ------------------------------------- | ----- | ------------------ | ------------------- |
| 1ª     | 18 giugno | Lubiana > Lubiana (Cron. individuale) | 8,8   | Artem Ovechkin     | Artem Ovechkin      |
| 2ª     | 19 giugno | Škofja Loka > Kočevje                 | 182   | Pierpaolo De Negri | Artem Ovechkin      |
| 3ª     | 20 giugno | Dobrovnik > Slovenska Bistrica        | 178,5 | Primož Roglič      | Primož Roglič       |
| 4ª     | 21 giugno | Rogaška Slatina > Novo Mesto          | 165,5 | Marko Kump         | Primož Roglič       |
| Totale | Totale    | Totale                                | 534,8 |                    |                     |

## Dettagli delle tappe

### 1ª tappa
- 18 giugno: Lubiana > Lubiana – Cronometro individuale – 8,8 km

Risultati
| Pos. | Corridore        | Squadra       | Tempo  |
| ---- | ---------------- | ------------- | ------ |
| 1    | Artem Ovechkin   | RusVelo       | 10'22" |
| 2    | Salvatore Puccio | Team Sky      | s.t.   |
| 3    | Diego Ulissi     | Lampre-Merida | a 2"   |

| Pos. | Corridore        | Squadra       | Tempo  |
| ---- | ---------------- | ------------- | ------ |
| 1    | Artem Ovechkin   | RusVelo       | 10'22" |
| 2    | Salvatore Puccio | Team Sky      | s.t.   |
| 3    | Diego Ulissi     | Lampre-Merida | a 2"   |

### 2ª tappa
- 19 giugno: Škofja Loka > Kočevje – 178,5 km

Risultati
| Pos. | Corridore          | Squadra            | Tempo    |
| ---- | ------------------ | ------------------ | -------- |
| 1    | Pierpaolo De Negri | Bardiani-CSF       | 4h39'52" |
| 2    | Antonio Parrinello | Orica-GreenEDGE    | s.t.     |
| 3    | Simone Ponzi       | Vini Fantini-Nippo | s.t.     |

| Pos. | Corridore        | Squadra       | Tempo    |
| ---- | ---------------- | ------------- | -------- |
| 1    | Artem Ovechkin   | RusVelo       | 4h50'14" |
| 2    | Salvatore Puccio | Team Sky      | s.t.     |
| 3    | Diego Ulissi     | Lampre-Merida | a 2"     |

### 3ª tappa
- 20 giugno: Dobrovnik > Slovenska Bistrica – 192 km

Risultati
| Pos. | Corridore       | Squadra     | Tempo    |
| ---- | --------------- | ----------- | -------- |
| 1    | Primož Roglič   | Adria Mobil | 5h04'39" |
| 2    | Mikel Nieve     | Team Sky    | s.t.     |
| 3    | Radoslav Rogina | Adria Mobil | s.t.     |

| Pos. | Corridore     | Squadra                 | Tempo    |
| ---- | ------------- | ----------------------- | -------- |
| 1    | Primož Roglič | Adria Mobil             | 9h55'06" |
| 2    | Mikel Nieve   | Team Sky                | a 5"     |
| 3    | Jure Golčer   | Felbermayr-Simplon Wels | a 8"     |

### 4ª tappa
- 21 giugno: Rogaška Slatina > Novo Mesto – 165,5 km

Risultati
| Pos. | Corridore           | Squadra       | Tempo    |
| ---- | ------------------- | ------------- | -------- |
| 1    | Marko Kump          | Adria Mobil   | 3h47'10" |
| 2    | Maximiliano Richeze | Lampre-Merida | s.t.     |
| 3    | Chris Sutton        | Team Sky      | s.t.     |

| Pos. | Corridore     | Squadra                 | Tempo     |
| ---- | ------------- | ----------------------- | --------- |
| 1    | Primož Roglič | Adria Mobil             | 13h42'16" |
| 2    | Mikel Nieve   | Team Sky                | a 5"      |
| 3    | Jure Golčer   | Felbermayr-Simplon Wels | a 8"      |

## Classifiche finali

### Classifica generale
| Pos. | Corridore     | Squadra                 | Tempo     |
| ---- | ------------- | ----------------------- | --------- |
| 1    | Primož Roglič | Adria Mobil             | 13h42'16" |
| 2    | Mikel Nieve   | Team Sky                | a 5"      |
| 3    | Jure Golčer   | Felbermayr-Simplon Wels | a 8"      |
| 4    | Mauro Finetto | Southeast Pro Cycling   | a s.t     |
| 5    | Diego Ulissi  | Lampre-Merida           | a 14"     |

## Evoluzione delle classifiche
| Tappa  | Vincitore          | Classifica generale | Classifica a punti | Classifica dei GPM | Classifica dei giovani | Classifica a squadre |
| ------ | ------------------ | ------------------- | ------------------ | ------------------ | ---------------------- | -------------------- |
| 1      | Artem Ovechkin     | Artem Ovechkin      | Artem Ovechkin     | non assegnata      | Marko Pavlič           | Team Katusha         |
| 2      | Pierpaolo De Negri | Artem Ovechkin      | Salvatore Puccio   | Mauro Finetto      | Marko Pavlič           | Team Katusha         |
| 3      | Primož Roglič      | Primož Roglič       | Salvatore Puccio   | Mauro Finetto      | Domen Novak            | Adria Mobil          |
| 4      | Marko Kump         | Primož Roglič       | Davide Appollonio  | Mauro Finetto      | Domen Novak            | Adria Mobil          |
| Finale | Finale             | Primož Roglič       | Davide Appollonio  | Mauro Finetto      | Domen Novak            | Adria Mobil          |